# Emil Schachtzabel

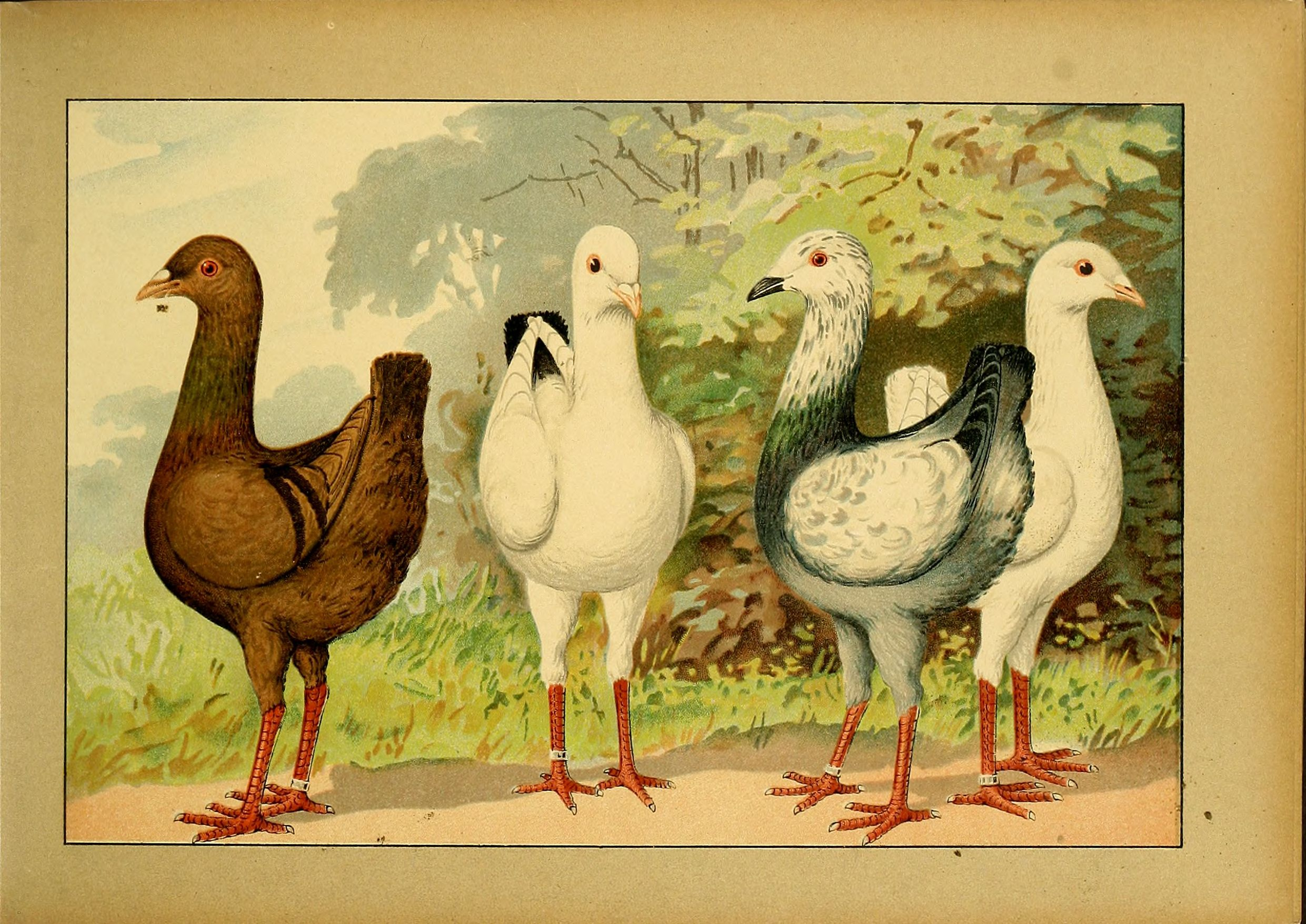
Tafel 07 aus Schachtzabels Buch „Illustriertes Prachtwerk sämtlicher Tauben-Rassen“

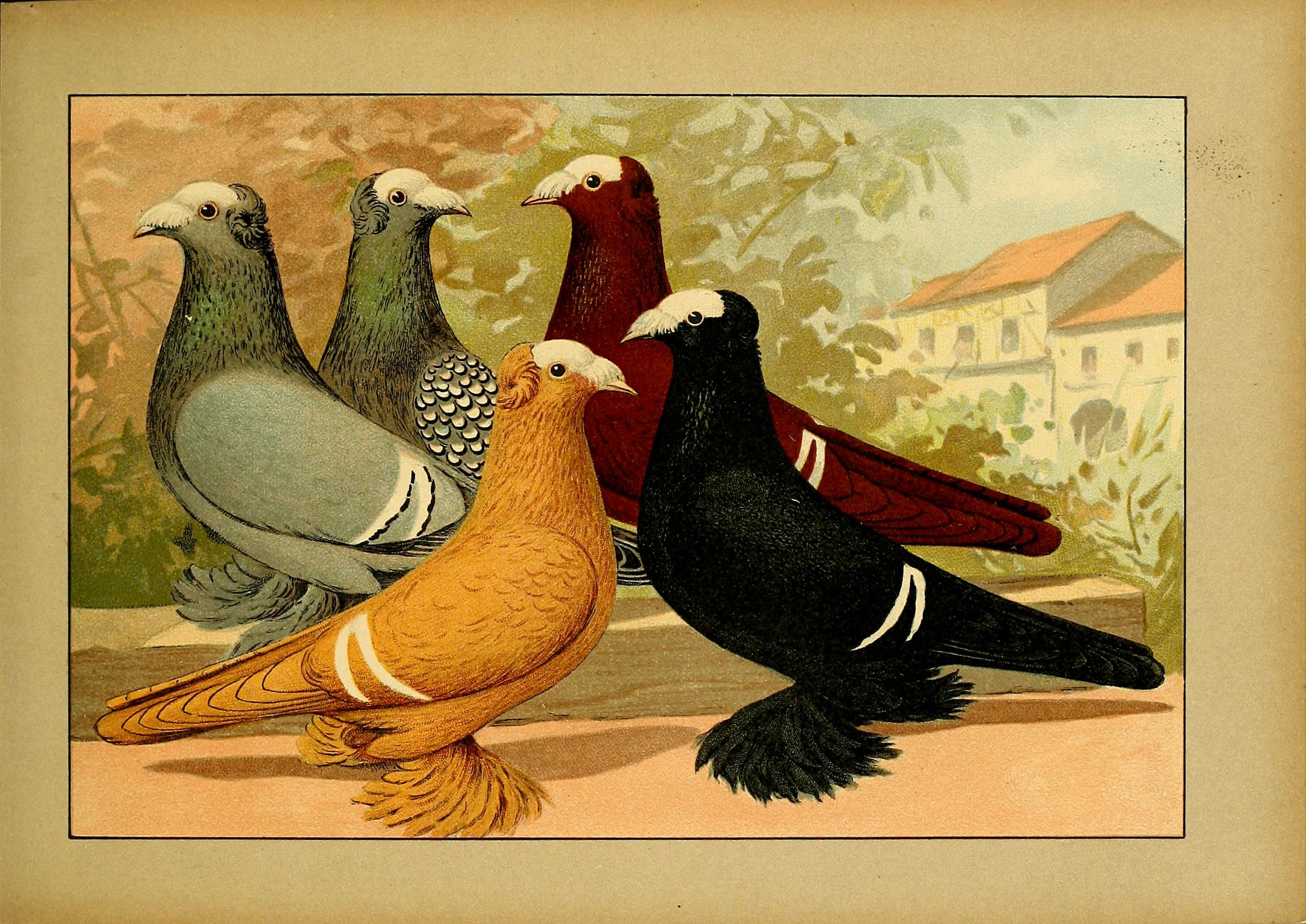
Tafel 34 aus Schachtzabels Buch „Illustriertes Prachtwerk sämtlicher Tauben-Rassen“

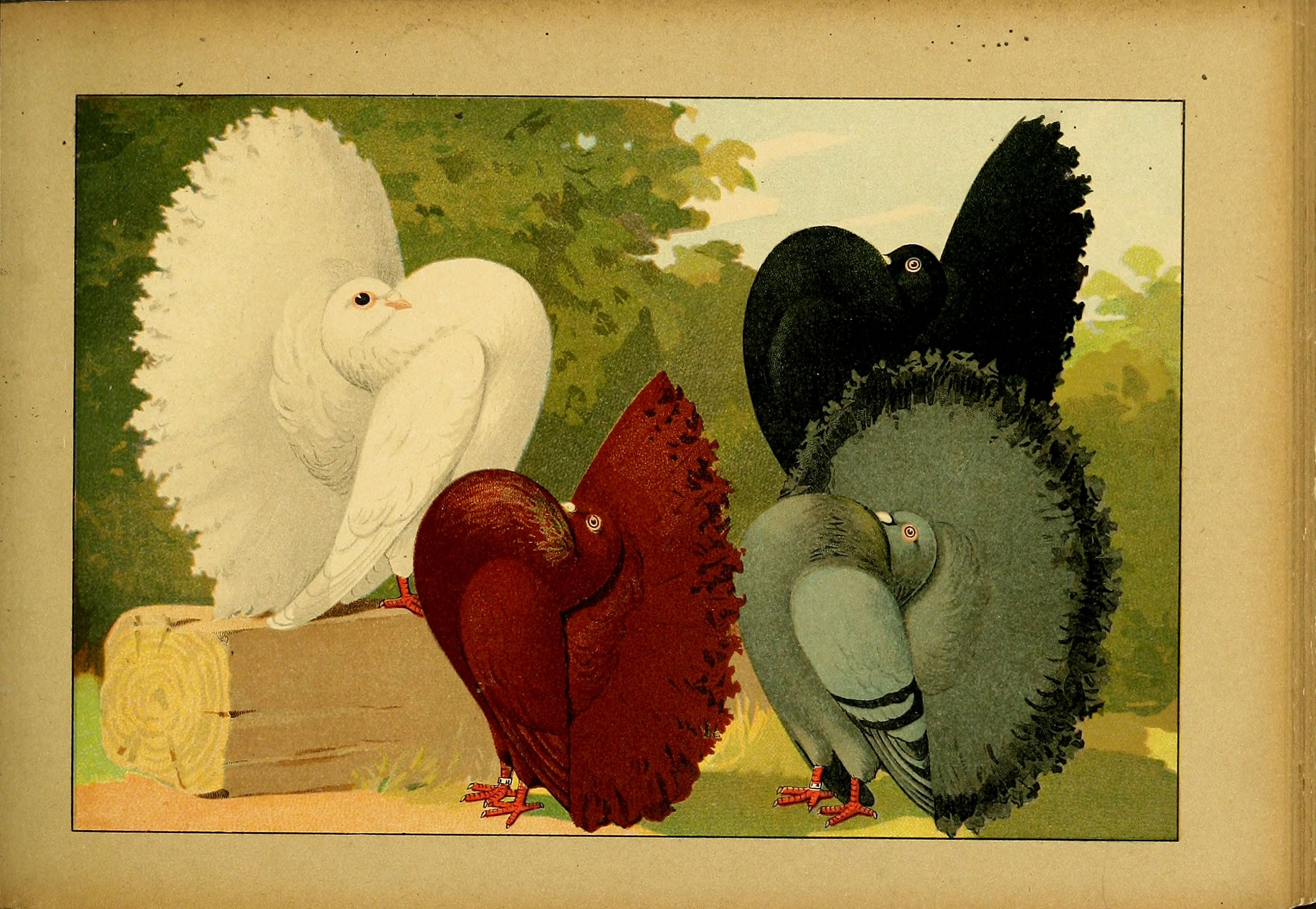
Tafel 52 aus Schachtzabels Buch „Illustriertes Prachtwerk sämtlicher Tauben-Rassen“

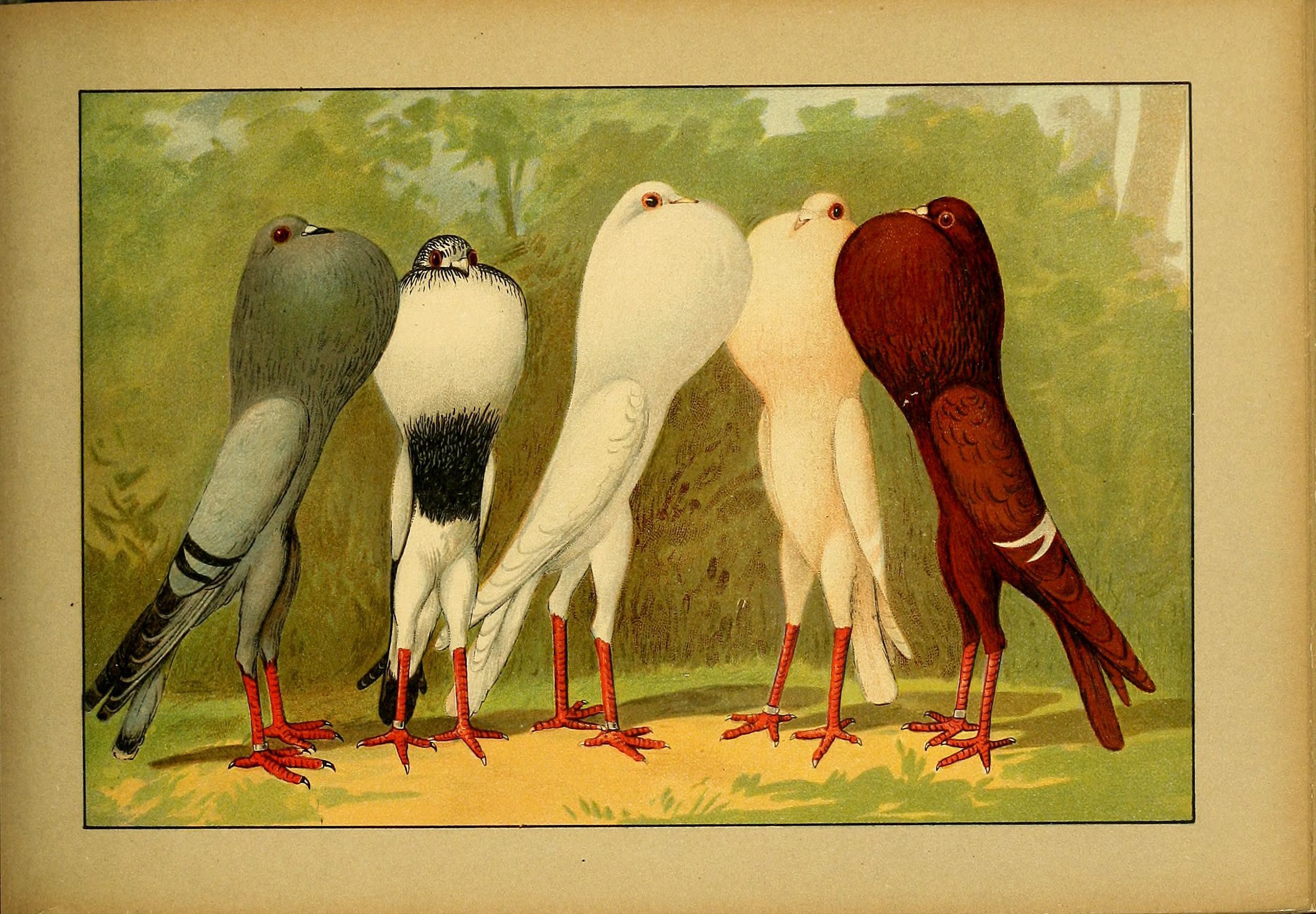
Tafel 65 aus Schachtzabels Buch „Illustriertes Prachtwerk sämtlicher Tauben-Rassen“

Emil Schachtzabel (* 15. März 1850; † 18. März 1941) war ein deutscher Verwaltungsbeamter und Taubenzüchter. Er war einer der Gründer des deutschen Farbentaubenvereins von 1894 und Präsident des Bundes Deutscher Rassegeflügelzüchter (BDRG) von 1921 bis 1934.

## Leben
Schachtzabel war Magistrats-Obersekretär der Stadt Halle an der Saale.
Er war an der Aufstellung zahlreicher Musterbeschreibungen federführend beteiligt und veröffentlichte mit dem „Illustrierten Prachtwerk sämtlicher Taubenrassen“ und den darin enthaltenen Illustrationen von Anton Schöner (1866–1930) einen Vorläufer des „Deutschen Rassetauben-Standardes“: den Schachtzabel, ein Standardwerk der Rassetaubenzucht. Mit der Herausgabe der 3. Auflage von „Kramers Taschenbuch der Rassegeflügelzucht“ im Jahr 1926 wurde er „maßgeblicher Förderer“ des Vorläufers des „Rassegeflügel-Standardes des BDRG“.

## Werke
- Lebensverhältnisse in der Stadt. In: Verein zur Förderung des Fremdenverkehrs in Halle a.S. (Hrsg.): Führer durch Halle a.S. nebst kurzer Darstellung der wichtigsten Lebensverhältnisse in der Stadt. 5. Auflage. Halle 1909, OCLC 250148222.
- Illustriertes Prachtwerk sämtlicher Tauben-Rassen. Universitätsdruckerei H. Stürtz, Würzburg 1906, doi:10.5962/bhl.title.50313 (Nachdruck der Ausgabe Stürtz, Würzburg 1925: Manuscriptum Verlagsbuchhandlung Thomas Hoof, Leipzig 2000, ISBN 3-933497-61-2). Die Aquarell-Vorlagen für die 100 Bildtafeln in dem Werk stammen von Anton Schöner.
- Die 25jährige Wirksamkeit des Verbandes der Geflügelzüchter-Vereine der Provinz Sachsen u. d. angrenzenden Länder [1891-1916]. Wilhelm Hendrichs, Halle 1916, DNB 575954515.
- Das Entstehen und Wirken des Bundes Deutscher Geflügelzüchter. Ein Gedenkbüchlein zum 40jähr. Geburtstage. Bayer. Druckerei u. Verlagsanst., München 1921, DNB 575954485.
- Heinrich Marten: Kennzeichen der Taubenrassen. 3. Auflage. Exped. d. Geflügelbörse, Leipzig, DNB 575002212 (o. J. [1912], Neubearbeitet von E. Schachtzabel).
- Die Rassetauben, ihre Entstehung, Zucht, Pflege. 1. Auflage. Geflügel-Börse, Leipzig 1920, OCLC 65362415 (2., verb. u. erw. Auflage als: Die Rassetauben. Leipzig 1925, DNB 576408522).
- Rudolf Kramer: Kramers Taschenbuch der Rassegeflügelzucht mit über 200 farbigen Abbildungen der besten nach der Natur aufgenommenen Rassetieren auf 112 Tafeln. Mit 1 [Titel-] Bildn. Rudolf Kramers. 3. Auflage. Universitätsdruckerei H. Stürtz, Würzburg 1926, DNB 577972073 (Bearbeitet unter Mitwirkung des Zuchtausschusses des Bundes deutscher Geflügelzüchter und vielen Rassezüchtervereinen. Vorwort zur 3. Auflage: Erich Klein. Geleitwort: Emil Schachtzabel).

## Ehrungen
Der Landesverband Thüringer Rassegeflügelzüchter errichtete Emil Schachtzabel anlässlich der Wiederkehr seines 150. Geburtstages, am 15. März 2000, ein Denkmal.